# Parcela de pădure virgină de lângă Grineacica
Parcela de pădure virgină (în ucraineană Ділянка пралісу) este o arie protejată de importanță locală din raionul Hotin, regiunea Cernăuți (Ucraina), situată la est de satul Grineacica. Este administrată de întreprinderea de stat „Silvicultura Cernăuți” (parcelele 18/12).
Suprafața ariei protejate constituie 10 de hectare, fiind creată în anul 1979 prin decizia comitetului executiv regional. Statutul a fost atribuit conservării unei porțiuni de păduri virgine de stejar și fag cu vârsta de 210 ani.